# تپه ناجی‌آباد ۳
تپه ناجی آباد ۳ مربوط به عصر آهن - دوره اشکانیان - سده‌های میانه دوران‌های تاریخی پس از اسلام است و در شهرستان ازنا، بخش جاپلق، دهستان جاپلق شرقی، ۸۵۰ متری غرب روستای امامزاده قاسم واقع شده و این اثر در تاریخ ۷ اسفند ۱۳۸۶ با شمارهٔ ثبت ۲۱۳۹۵ به‌عنوان یکی از آثار ملی ایران به ثبت رسیده است.